# Société d'études de l'histoire régionale du pays de l'Ems
 (juin 2023).
La Société d'études de l'histoire régionale du pays de l'Ems est une association qui est un groupe de travail de la région du pays de l'Ems depuis 2019, tout en conservant son indépendance juridique. Elle rassemble des personnes intéressées par l'histoire qui font des recherches sur le passé de la région du pays de l'Ems et du comté de Bentheim.

## Création et activité
La société est fondée par un groupe de jeunes historiens amateurs du pays de l'Ems, principalement des étudiants de diverses disciplines étudiant à l'Université westphalienne Guillaume de Münster. Ils décident le 22 avril 1989 de fonder une « association historique », qui est ensuite inscrite au registre des associations de Münster. L'objectif est de s'intéresser au passé du pays de l'Ems et d'échanger de nouvelles connaissances et des informations lors des réunions.
Le chimiste Stefan Remme de Meppen devient président de la Société d'études de l'histoire régionale du pays de l'Ems. Le 25 août 1990, la jeune association de Haren organise une première conférence d'une journée sur l'histoire du pays de l'Ems avec des conférences. En 1991, le volume 1 de la série Emsländische Geschichte est publié, dans lequel les contributions à la conférence sont publiées. Depuis lors, cette conférence a lieu chaque année, en général le dernier samedi d'août. Très vite, des natifs du comté de Bentheim rejoignent la société d'études, si bien que l'histoire du comté est depuis lors également entrée dans le champ d'étude de la société. En 1994, le congrès annuel a en conséquence lieu pour la première fois dans la région de Bentheim, à Wietmarschen.

## Publications et projets
Après le premier volume publié en 1991, le nombre de contributeurs à la série Emsländische Geschichte ne cesse d'augmenter, ce qui accroît également la portée des études qui y paraissent. Initialement, les contributions généalogiquement utilisables sont un axe majeur de publications et de recherches, mais les recherches sur la République de Weimar et en particulier sur la période national-socialiste, qui étaient présentes depuis le début, deviennent de plus en plus le thème majeur des années suivantes. Le projet Biographien zur Geschichte des Emslands und der Grafschaft Bentheim, qui débute en 1996, obtient une grande résonance. Dans ce cadre, de nombreux politiciens, administrateurs, écrivains, artistes, représentants d'entreprises ou d'églises sont présentés, certains avec des biographies très détaillées. Jusqu'au dernier volume, le volume 27 (2020), plus de 200 hommes et femmes qui travaillent dans ou pour le pays de l'Ems et le pays de Bentheim ou sont originaires de cette région voient leurs biographies rédigées pour ce projet. Au fil du temps, des articles sur l'évolution du paysage régional et sur l'évolution de la faune et de la flore s'ajoutent également, avec de nombreuses illustrations en couleurs.
Depuis le tome 25, une étude détaillée du Zentrum dans la province prussienne de Hanovre pendant la République de Weimar y est publiée. Elle s'étale sur plusieurs années. De plus, des études sur le comté de Bentheim pendant la Première Guerre mondiale sont publiées depuis.
Un autre projet de la société d'études, mené depuis des années, est de présenter dans Emsländische Geschichte les musées régionaux et leur histoire, de leur fondation aux expositions en passant par les lieux. De plus, en lien avec l'ouvrageEmsländische Burgenfahrt d'Alexander Geppert, paru en 1923, des manoirs et châteaux de la région sont rappelés. Depuis 2011, la société d'études rassemble des sources et des illustrations de la région pour la période allant du début de la Première Guerre mondiale jusqu'à l'arrêt des derniers organes révolutionnaires en 1920. En particulier, des chroniques scolaires de la région sont collectées et transcrites à cet effet. En tant que sources encore totalement inexploitées au niveau régional, elles sont également mises à la disposition de la recherche générale au-delà de ces années, par le biais des archives et des bibliothèques régionales. Jusqu'au milieu des années 2020, les chroniques de plus de 200 écoles de la région du Pays de l'Ems/Bentheim sont enregistrées. En grande partie déjà transcrites, elles offrent pour de nombreux thèmes des informations de fond intéressantes qui souvent ne sont pas disponibles ailleurs. Les chroniques scolaires couvrent généralement la période allant d'environ 1894 aux années 1960, mais certaines se poursuivent jusqu'à nos jours. Outre les événements de la vie quotidienne à l'école et les questions pédagogiques, les enseignants sont également tenus de consigner les événements de la commune. Ainsi, les chroniques constituent dans leur masse un genre de source encore totalement inexploité jusqu'à présent, par exemple pour l'étude régionale de la Première Guerre mondiale, de la République de Weimar avec ses crises et ses conflits sociaux, de la période nazie et surtout de la Seconde Guerre mondiale et de la fin de la guerre, ainsi que de l'arrivée des Allemands de l'Est et des discussions sur les réformes scolaires et territoriales des communes. Quelques travaux d'étudiants basés sur ce fonds sont déjà publiés dans Emsländische Geschichte.
La société d'études annonce son intention de publier un volume de sources sur la Première Guerre mondiale dans la région du Pays de l'Ems/Bentheim. Sur son site Internet, elle propose des tables des matières de séries historiques régionales rarement arrêtées, une liste de nouvelles publications régionales, une liste de publications sur la Première Guerre mondiale dans la région, une liste de publications ornithologiques sur la région ou encore une liste des contributions et biographies publiées dans le volume.
Contrairement aux annuaires de l'Association du patrimoine de Bentheim ou de la Ligue du patrimoine du pays de l'Ems, la série Emsländische Geschichte publie souvent des travaux de recherche, tels que des mémoires d'examen d'État, des mémoires de maîtrise ou des thèses de doctorat, qui ne peuvent pas être publiés autrement dans la région, principalement en raison de leur volume, mais aussi parfois en raison de leur thématique dans des domaines de niche de la recherche historique.
Début 2011, la société d'études lance une autre série à parution irrégulière. Le premier volume des Studien und Quellen zur Geschichte des Emslandes und der Grafschaft Bentheim (« Études et sources sur l'histoire du pays de l'Ems et du comté de Bentheim ») est publié sous la forme d'un ouvrage sur Ludwig Windthorst, qui représente la région du Pays de l'Ems/comté de Bentheim, entre autres, au Reichstag. Outre sa politique concernant les lois socialistes, la minorité polonaise ou l'antisémitisme naissant, l'ouvrage examine surtout la relation de Windthorst avec sa circonscription et son engagement pour les intérêts de la région. Le deuxième volume, paru en 2013, s'intéresse à l'intégration des personnes expulsées de force dans le nord du pays de l'Ems, à l'exemple de l'ancien village de l'arrondissement d'Hümmling (de), Sögel. En 2019 est paru le troisième volume, un livre présentant les œuvres et le parcours du poète bas-allemand Karl Sauvagerd (de), qui publie des deux côtés de la frontière germano-néerlandaise. L'ouvrage est désigné « Livre de l'année 2019 en bas allemand ». Le volume 4 est suivi en 2020 d'une étude sur les associations de guerriers dans le pays de l'Ems pendant la République de Weimar.
La société d'études de l'histoire régionale du pays de l'Ems gère une petite maison d'édition basée à Haselünne, dans laquelle sont parus, outre les publications de l'association, d'autres ouvrages tels qu'un livre sur le fauchage en 2014 (9e édition en 2019), sur les Heuerlingskotten (2017), la troisièeme édition actualisée de Nordhorn im 3. Reich (2016), sur Lathen links und rechts der Ems in alten Karten, Dokumente und Bildern (2017) ou le catalogue de l'exposition à Neuenhaus sur le médecin Viktor van der Reis (de), originaire de cette ville, ainsi qu'une chronique de la ville de Schüttorf écrite par l'explorateur local Wilhelm Berge (de), qui repose depuis environ 70 ans dans les archives de la ville de Schüttorf (à chaque fois en 2020).
En plus de la publication de la série d'histoire régionale Emsländische Geschichte, qui paraît désormais chaque année, et d'un congrès annuel Emsländische Geschichte, la société d'études organise chaque année plusieurs petites manifestations pour les membres et les personnes intéressées, au cours desquelles une conférence est au centre des débats ou des échanges sur les nouveaux projets de recherche et les publications. En collaboration avec la Ligue du patrimoine du pays de l'Ems, la société d'études propose également des excursions historiques en vélo ou en bus, par exemple des excursions sur les marais des deux côtés de la frontière germano-néerlandaise, sur les traces actuelles des camps du pays de l'Ems, sur les châteaux, les manoirs et les fortifications frontalières des deux côtés de la frontière ou encore une visite guidée des archives d'État d'Osnabrück réaménagées. Depuis 2008, il existe également, en collaboration avec la Ligue du patrimoine du pays de l'Ems, une coopération avec des historiens néerlandais de l'Historischen Vereniging Zuidoost-Drenthe, avec lesquels un premier congrès commun est organisé en juin 2008 à Nieuw-Schoonebeek, suivi d'un autre en 2009 à Hebeermeer, du côté allemand de la frontière, et d'un autre en 2010 à Zwartemeer, aux Pays-Bas.
En 1999, Wilhelm Rülander, originaire de Haselünn, succède à Stefan Remme à la présidence de l'association. Après le décès de Wilhelm Rülander le 2 février 2018, le comité directeur de la société d'études décide de devenir un groupe de travail de la région du pays de l'Ems tout en conservant son indépendance organisationnelle. Cela se fait avec effet au 1er janvier 2019 et le nouveau président est Paul Thoben aus Aschendorf. Les deux membres de longue date du comité directeur, Horst Heinrich Bechtluft et Helmut Lensing, reçoivent la médaille régional du pays de l'Ems, qui récompense les personnes qui apportent une contribution particulière à la culture régionale, aux soins à domicile ou à la recherche historique dans la région.